# Golăiești
Golăieşti es una comuna ubicada en el distrito de Iași, Rumania.

## Superficie
Cuenta con una superficie de 57,17 kilómetros cuadrados.

## Demografía
Hasta 2021 la población era de 3563 habitantes, con una densidad de población de 62,32 habitantes por kilómetro cuadrado.